# إرسال ورشق
الإرسال والرشق أو الاستهلال والرشق هو أسلوب اللعب في كرة المضرب حيث يُسرع اللاعب المُرسل سريعًا نحو الشبكة بعد الإرسال لمحاولة الرشق بعدها. يحاول في هذا الأسلوب المُرسل الرشق (ضرب الكرة قبل أن تصل الأرض) على عكس اللعبة الأساس، حيث يظل المرسل متابعًا الإرسال ويحاول الضرب ضربة أرضية (ضربة يُسمح فيها للكرة بالارتداد قبل إجراء لمسها بالمضرب). لقد تضاءل أسلوب الإرسال والرشق في السنوات الأخيرة مع التقدم في تقنيات المضرب وخيوطه التي تسمح للاعبين بتوليد قدر كبير من التدويم العلوي على الضربات الأرضية والرميات الجانبية. كما أن تباطؤ أسطح الملاعب وانكماش الكرات يؤدي إلى زيادة طول التجمعات لإمتاع المتفرجين قلل من قيمة أسلوب الضرب والكرة.